# Virollet

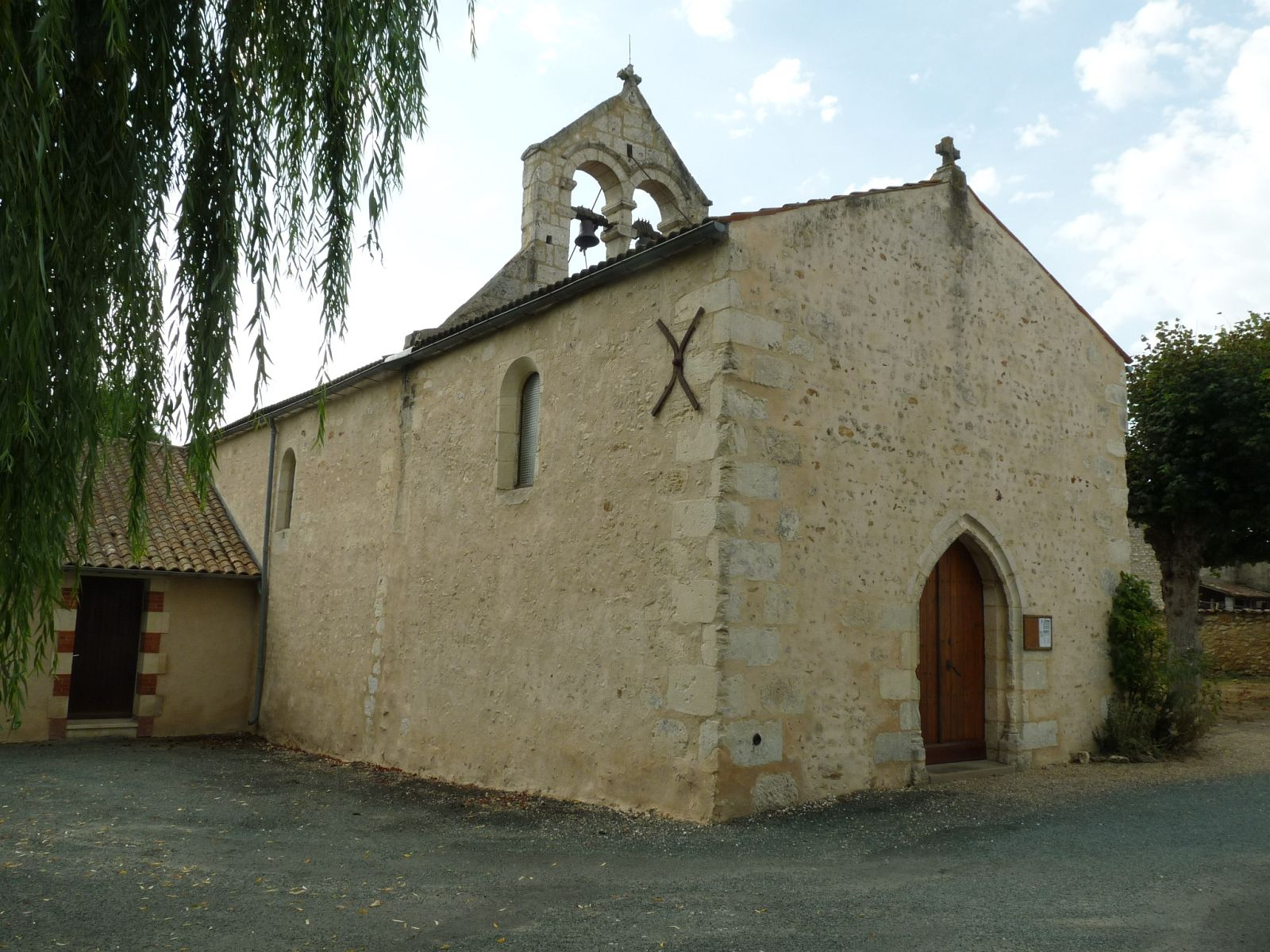
Kerk

Virollet is een gemeente in het Franse departement Charente-Maritime (regio Nouvelle-Aquitaine) en telt 238 inwoners (1999). De plaats maakt deel uit van het arrondissement Saintes.

## Geografie
De oppervlakte van Virollet bedraagt 10,1 km², de bevolkingsdichtheid is 23,6 inwoners per km².
De onderstaande kaart toont de ligging van Virollet met de belangrijkste infrastructuur en aangrenzende gemeenten.

## Demografie
Onderstaande figuur toont het verloop van het inwonertal (bron: INSEE-tellingen).